# خاكيون

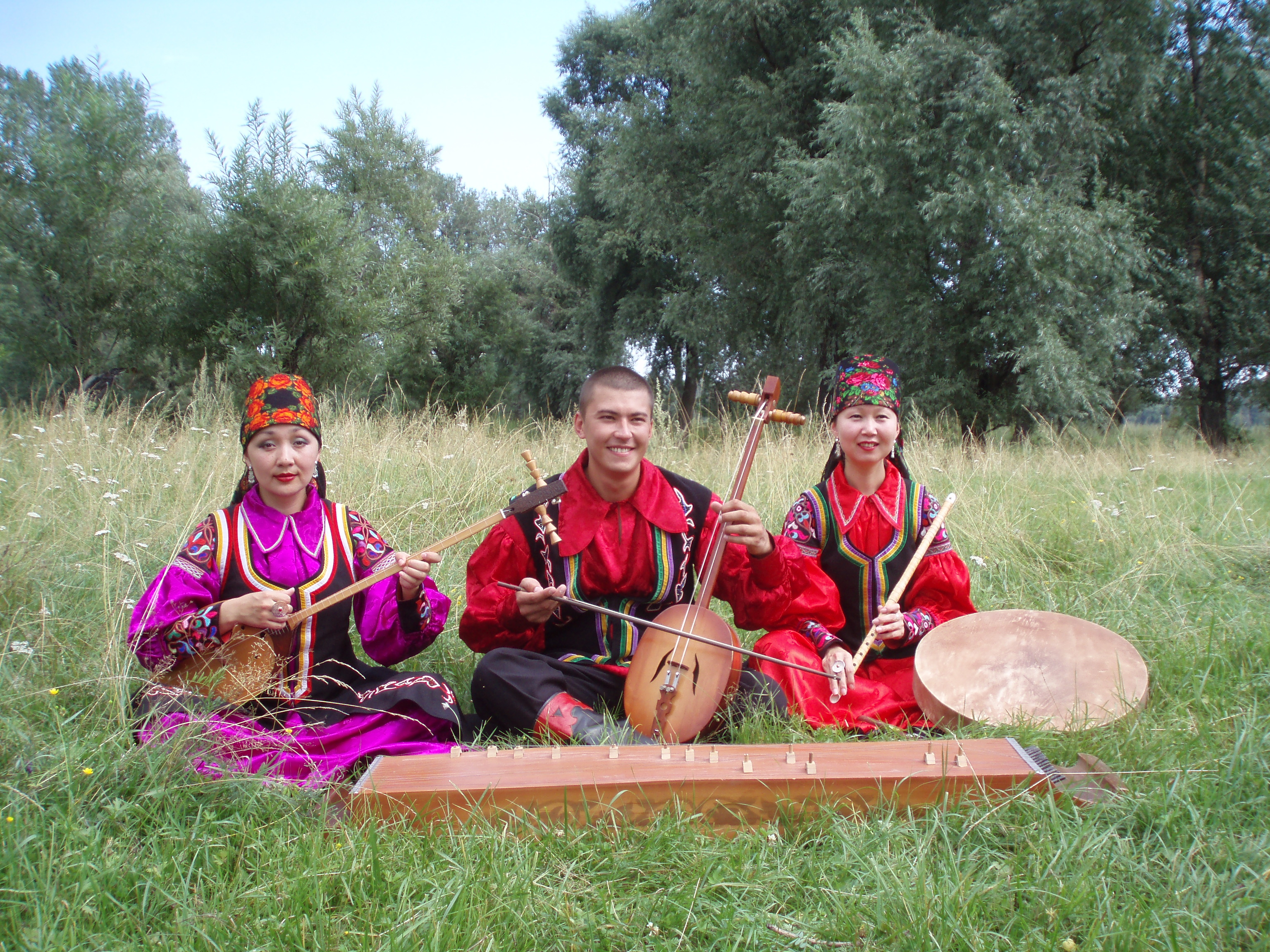
خاكيون يعزفون الموسيقى الخاكية التقليدية

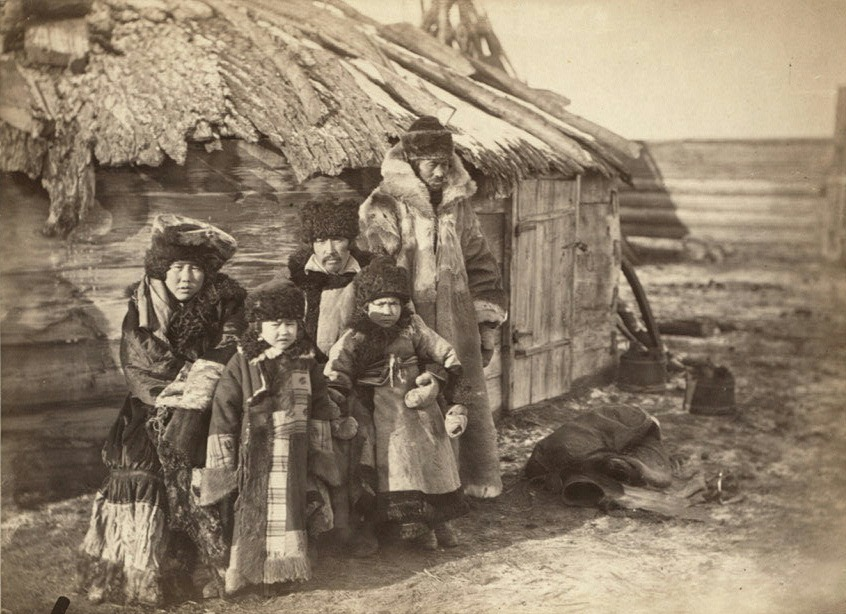
صورة قديمة لعائلة خاكية

الخاكيون، (بالروسية: Тадарлар)، وهي أقلية تعيش في روسيا من المجموعة العرقية التركية، يعيشون في روسيا بجمهورية خقاسيا في جنوب سيبيريا. يتحدثون لغة خاكاس، وهي لغةٌ أتراكيةٌ ينطق بها شعب الخاكاس، الذي يعيش بمعظمه في الجنوب الغربي من جمهورية خاكاس السيبيرية أو خاكاسيا في روسيا.
يبلغ تعداد شعب الخاكاس ما يقارب 75,000 نسمة، منهم 20,000 ممن يجيدون الخاكاسية، وهم بمعظمهم ثنائيو اللغة مع اللغة الروسية. ويعتنق معظمهم الديانة المسيحية على مذهب الكنيسة الروسية الأرثوذكسية.
يتمركز الخاكيون عموماً في جمهورية خقاسيا (بالروسية: Респу́блика Хака́сия) وهي إحدى الكيانات الفدرالية الروسية، تدخل في المنطقة الفيدرالية السيبيرية. تحدها كيميروفو أوبلاست وكراسنويارسك كراي وجمهوريتي تيفا وألطاي.